# Stagmomantis montana sinaloae
Stagmomantis montana sinaloae es una subespecie de mantis de la familia Mantidae.

## Distribución geográfica
Se encuentra en México.